# Matt Cohen
Matt Cohen est un acteur, réalisateur et producteur américain, né le 28 septembre 1982 à Miami (Floride).

## Biographie

### Jeunesse
Matthew Joseph Cohen, est né le 28 septembre 1982 à Miami, en Floride aux États-Unis.

### Vie privée
Le 18 mai 2011, Matthew Cohen se marie à l'actrice Mandy Musgrave, rencontré dans la série télévisée South of Nowhere, avec qui il a un fils né en avril 2015.

### Formations
Il assiste au cours à l'American Heritage School en Floride, où il obtient son diplôme en 2001. Par la suite, il étudie le commerce à l'université d'État de Floride. En même temps, il s'y inscrit au cours de théâtre. Après ces études, il part à Los Angeles pour aller plus loin dans son travail de comédien.

## Filmographie

### En tant qu'acteur

#### Longs métrages
- 2015 : Windsor Drive de Natalie Bible : Matt
- 2014 : Hard Crime de Lee Ehlers : Vick Hammer
- 2012 : Trigger de Matt Sinnreich : Ryan
- 2010 : Chain Letter de Deon Taylor : Johnny Jones
- 2009 : The Outside d'Ari Davis : Travis
- 2009 : Dark House de Darin Scott : Rudy
- 2007 : Boogeyman 2 de Jeff Betancourt : Henry Porter

#### Courts métrages
- 2019 : Mama Bear de lui-même : Bossman
- 2012 : Chutes and Ladders de Lee Ehlers : le principal
- 2010 : Sunnyview de Courtney Rowe : Miguel

#### Téléfilms
- 2019 : Un rôle sur mesure pour Noël (Holiday Date) de Jeff Beesley : Joel Parker
- 2019 : Qui est vraiment mon mari ? (His Secret Marriage) de Lane Shefter Bishop : Jason
- 2005 : Complex de Doug Bass et Gino Anthony Pesi : Jacques

#### Séries télévisées
- 2019 : The Hillywood Show : Klaus Hargreeves (épisode The Umbrella Academy Parody)
- 2017 : Esprits criminels : Unité sans frontières : Ryan Garrett (3 épisodes)
- depuis 2016 : Hôpital central : Dr Munro Griffin (274 épisodes)
- 2015 : The Hillywood Show : le danseur (épisode Supernatural Parody)
- 2015 : Murder : Levi (4 épisodes)
- 2015 : Guidance (en) : Jilm (2 épisodes)
- 2014 : Esprits criminels : John Franklin (saison 10, épisode 6 : If the Shoe Fits)
- 2014 : Melissa and Joey : Vic Spinelli (saison 3, épisode 22 : House Broken)
- 2013 : The Client List : Victor Collins (saison 2, épisode 9 : Save a Horse, Ride a Cowboy)
- 2011 : 90210 : Jeremy (4 épisodes)
- 2011-2013 : Cowgirl Up : le shérif B. Calhoun (3 épisodes)
- 2010 : NCIS : Los Angeles : James Winston, (Marine de 1re Classe) (saison 2, épisode 4 : Special Delivery)
- 2009 : Nite Tales : The Series : Jon (saison 1, épisode 5 : Black Widow)
- 2009 : Rockville CA : Syd King (15 épisodes)
- 2008-2015 : Supernatural : John Winchester, jeune (3 épisodes)
- 2008 : Médium : Ryan Haas (saison 4, épisode 11 : Lady Killer)
- 2006-2017 : Kings of Con : Matt Cochran (5 épisodes)
- 2006 : Newport Beach : Jim (saison 3, épisode 18 : The Undertow)
- 2005-2008 : South of Nowhere : Aiden Dennison (42 épisodes)

### En tant que réalisateur

#### Court métrage
- 2019 : Mama Bear

#### Séries télévisées
- 2020 : Supernatural (saison 15, épisode 15 : Gimme Shelter)
- 2013 : Cowgirl Up (6 épisodes)

### En tant que producteur

#### Longs métrages
- 2014 : Hard Crime de Lee Ehlers
- 2009 : The Outside d'Ari Davis (coproducteur)

#### Courts métrages
- 2019 : Mama Bear de lui-même (producteur délégué)
- 2012 : Chutes and Ladders de Lee Ehlers

#### Série télévisée
- 2013 : Cowgirl Up (6 épisodes)

### En tant qu'interprète musical
- 2019 : Un rôle sur mesure pour Noël (Holiday Date) de Jeff Beesley (chansons Deck the Halls et I Have a Little Dreidel)